# 扎萨克土谢图亲王
科尔沁右翼中旗扎萨克和硕土谢图亲王为清朝内扎萨克蒙古科尔沁右翼中旗的世袭扎萨克和硕亲王。后金天命十一年（1626年）努尔哈赤封奥巴为“土谢图汗”（并非外蒙古的土谢图汗）。天聪七年（1633年）皇太极授其子巴达礼为“济农”。崇德元年（1636年）封为土谢图亲王，掌右翼，许其世袭罔替。满洲国时期，该旗扎薩克在1932年廢除由旗長取代。

## 扎萨克土谢图亲王世系
| 世代     | 姓名           | 年份                          | 备注                     |
| -------- | -------------- | ----------------------------- | ------------------------ |
| 土谢图汗 | 奥巴           | 1626年－1632年                | 只有土谢图汗称号         |
| 第一代   | 巴达礼         | 1636年－1671年                | 奥巴子，始封为土谢图亲王 |
| 第二代   | 巴雅斯呼朗     | 1671年－1672年                | 巴达礼子                 |
| 第三代   | 阿喇善         | 1674年－1688年 1702年－1711年 | 巴雅斯呼朗子             |
| 第四代   | 沙津           | 1688年－1702年                | 巴雅斯呼朗弟             |
| 第五代   | 鄂勒斋图       | 1712年－1720年                | 阿喇善子                 |
| 第六代   | 阿喇布坦       | 1720年－1759年                | 鄂勒斋图子               |
| 第七代   | 垂札布         | 1759年－1767年                | 阿喇布坦子               |
| 第八代   | 纳旺           | 1767年                        | 垂札布子                 |
| 第九代   | 喇什那木札勒   | 1767年－1782年                | 纳旺弟                   |
| 第十代   | 诺尔布璘沁     | 1782年－1840年                | 喇什那木札勒子           |
| 第十一代 | 色登端鲁布     | 1840年－1856年                | 诺尔布璘沁子             |
| 第十二代 | 巴宝多尔济     | 1856年－1890年                | 色登端鲁布子             |
| 第十三代 | 色旺诺尔布桑宝 | 1890年－1901年                | 巴宝多尔济子             |
| 第十四代 | 业喜海顺       | 1902年－1932年                | 色旺诺尔布桑宝嗣子       |